# Накиска

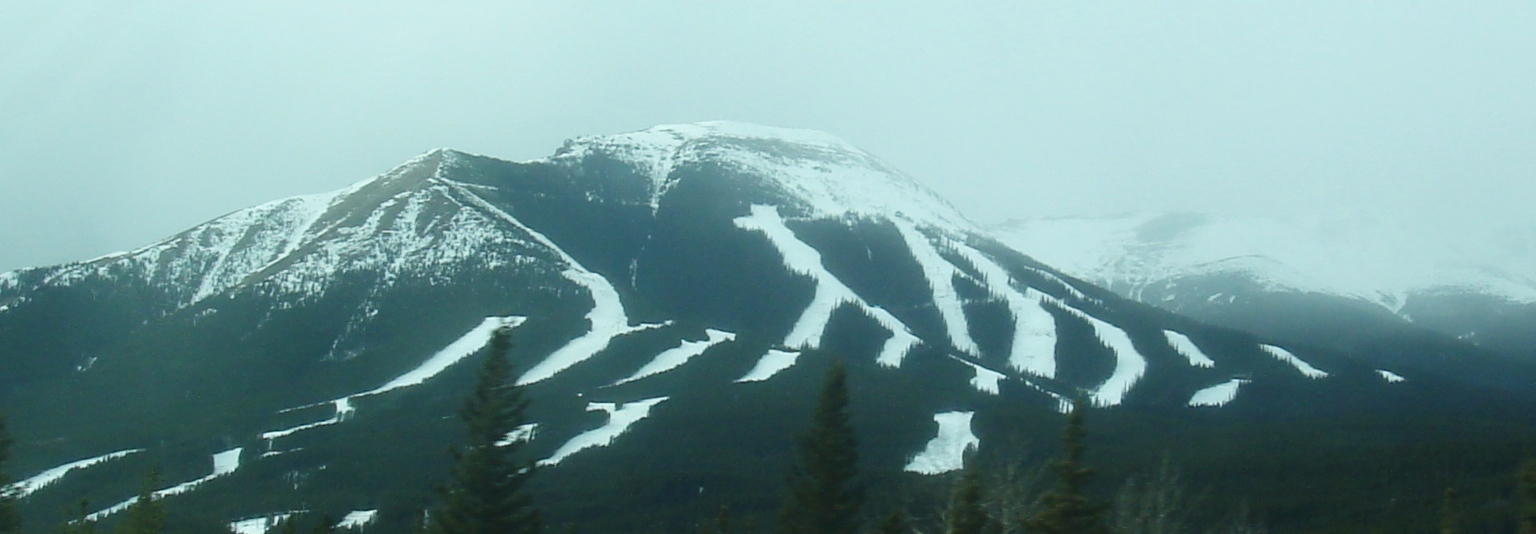
Склоны Накиски на горе Аллан.

Накиска (англ. Nakiska) — горнолыжный курорт, расположенный в восточной Канаде, на территории Кананаскис в провинции Альберта. Он расположен в 82 километрах от Калгари, на запад по шоссе 1 (Трансканадское шоссе) и на юг по 40-му шоссе (Тропа Кананаскис). На языке индейского племени кри «накиска» означает встречаться или место встречи.
Комплекс Накиска расположен на восточной стороне южной оконечности горы Аллан. На площади в 4,13 км² расположены 71 трассы. Четыре подъёмника (1 на двоих человек и 3 высокоскоростных на четверых) и два лыжных лифта (англ. Magic carpet) обеспечивают подъём 8830 лыжников в час. Gold Road — самая длинная трасса, её длина составляет 3,3 км. Перепад высоты составляет от 1479 м до 2258 м.

## История
Строительство началось в 1983 году, и осенью 1986 года комплекс Накиска был открыт для катания на лыжах, в рамках подготовки к XV Зимним Олимпийским играм 1988 года в Калгари. В декабре 1986 года здесь был проведён Северо-Американский Кубок по горнолыжному спорту (Nor-Am), а в марте 1987 года Кубок мира по скоростному спуску и супергигантскому слалому.
В 1988 году в рамках Олимпиады на трассах комплекса Накиска прошли десять соревнований по горнолыжному спорту и показательные соревнования по фристайлу и могулу.
Каждый год Накиска приветствует горнолыжные команды со всего мира для подготовки к началу сезона, а 2008 году курорт был назван официальным учебным центром горнолыжников Канады (англ. Alpine Canada, сокр. ACA).